# 1875년 시민권법
1875년 시민권법(The Civil Rights Act of 1875, 18 Stat. 335–337) 또는 종종 강제법(Enforcement Act 또는 Force Act) 으로도 불리는 미국의 연방법이다. 미국의 재건 시대에 법제화되었으며, 숙박, 대중교통, 재판에서 배제를 금지하는 등 흑인들에게 동등한 대우를 보장했다. 연방 대법원은 1883년 이 법에 대해 헌법 불합치 판결을 내렸다.

## 과정

### 입안
이 법안의 초안은 1870년 초에 영향력 있는 공화당 급진파 상원 의원 찰스 섬너에 의해 하워드 대학교에서 법과를 개설한 뛰어난 흑인 존 머서 랭스튼을 보조하기 위해 만들어졌다. 이 법안은 섬너 상원의원에 의해 발의되었고, 벤자민 F. 버틀러 하원의원의 지지를 받았다. 둘 다 1870년 미국 41기 의회의 매사추세츠주 출신의 공화당원이었다. 이 법안은 최종적으로 1875년 2월 43기 의회에서 통괴되었고, 율리시스 S. 그랜트 대통령이 1875년 3월 1일 서명하여 효력을 발생하게 되었다.

### 위헌 논란
1883년 10월 15일, 미국 연방 대법원은 거의 만장일치의 결정으로 시민권 소송에서 이 법이 헌법에 불합치한다는 판결을 내렸다. 대법관 존 마셜 할란은 유일하게 이 결정에 동의를 하지 않은 인물이었다.

### 유산
1875년 시민권법은 남북전쟁 이후 의회가 통과시킨 재건과 관련된 주요 법안 중 하나로 주목할 만한 것이었다. 여기에는 〈1866년 시민권법〉, 1867년과 1868년의 〈재건법〉, 세 건의 1870년과 1871년의 〈강제법〉, 그리고 1865년과 1870년 채택된 세 번의 〈재건 수정 헌법〉을 포함하고 있다.

## 같이 보기
- 1964년 시민권법

### 의회 기록
- Congressional Record: Congressional Globe (1833-1873) Provides an index to the "History of Senate Bills and Joint Resolutions" for Senate bill S. 1 during 1873. Retrieved November 18, 2012
- Congressional Record: House Proceedings, 1874 Provides an index to the "History of Senate Bills and Joint Resolutions" for House bill H.R. 796 during 1874. Retrieved November 18, 2012